# Giải bóng đá Cúp Quốc gia 1992
Giải bóng đá Cúp Quốc gia 1992 là mùa giải đầu tiên của Giải bóng đá Cúp Quốc gia do Liên đoàn bóng đá Việt Nam (VFF) tổ chức, một trong những giải bóng đá cấp câu lạc bộ quan trọng nhất của Việt Nam trong một năm. Giải đấu diễn ra từ ngày 29 tháng 3 năm 1992 đến ngày 14 tháng 5 năm 1992, với 18 đội tham dự chia theo 2 bảng đá vòng tròn chọn lấy 8 đội vào vòng chung kết tổ chức tại Thành phố Hồ Chí Minh. 
Cảng Sài Gòn giành chức vô địch đầu tiên của giải đấu sau khi đánh bại Câu lạc bộ Quân đội trên chấm luân lưu với tỷ số 5-4 (hòa 1-1 trong hiệp chính) trong trận chung kết tại Sân vận động Thống Nhất, Thành phố Hồ Chí Minh.

## Trận chung kết
| Ngày 14 tháng 5 năm 1992 | Cảng Sài Gòn | 1 – 1 (5 - 4 p) | Câu lạc bộ Quân đội | Sân vận động Thống Nhất, Thành phố Hồ Chí Minh |
| 16:00                    |              |                 |                     |                                                |

| Vô địch Cúp Quốc gia 1992 Cảng Sài Gòn Lần thứ nhất |